# Epsilon Doradus
Epsilon Doradus (34 Doradus) é uma estrela na direção da constelação de Dorado. Possui uma ascensão reta de 05h 49m 53.55s e uma declinação de −66° 54′ 04.4″. Sua magnitude aparente é igual a 5.10. Considerando sua distância de 512 anos-luz em relação à Terra, sua magnitude absoluta é igual a −0.88. Pertence à classe espectral B6V.